# Gajde
Gajde so pihalo iz jugovzhodne Evrope. Južnoevropske dude, znane kot gajde, vključujejo: albansko gajde, mišnica, bišnica, aromunsko gaidã, bolgarsko гайда (gajda), grško γκάιντα (gáida) ali τσαμπούνα (tsaboúna), makedonsko гајда, turško gajda tudi tulum.

## Zgradba

### Meh
Meh gajd je običajno iz ovčje ali kozje kože. Različne regije imajo različne načine ravnanja s kožo. Najenostavnejše metode so samo uporaba soli, bolj zapletene pa vključujejo mleko, moko in odstranjevanje dlake. Koža je običajno obrnjena navzven, tako da je krzno na notranji strani meha, saj to pomaga pri nabiranju vlage v vreči. Nastavek, v katerega se prilegajo piščal, pihalo in bordun, se v bolgarščini imenujejo glavini (главини). Ti so lahko izdelani iz lesa drena ali živalskega roga.

### Pihalna cev
Pihalna cev je kratka stožčasta lesena ali kostna cev, v katero igralec piha, da napolni meh. Na koncu pihalne cevi, ki je v vreči, je majhen povratni ventil iz usnja ali klobučevine, ki dopušča zrak v meh preko pihalne cevi, ne pa nazaj. V nekaterih bolj primitivnih gajdah ni lopute, ampak igralec med vdihi z jezikom blokira povratni zrak.

### Trstičje
Vsaka piščal je opremljena z jezičkom iz trstike (arundo donax), bambusa ali bezga. V regionalnih jezikih se različno imenujejo lemellas, piska ali pisak. Sodobnejša različica ustnika je kombinacija bombažnega fenolnega (Hgw2082) materiala, iz katerega je izdelano telo ustnika in jezička iz trstike, razrezane na velikost, da se prilega telesu. Te vrste jezičkov oddajajo glasnejši zvok in niso tako občutljivi na vlago in temperaturne spremembe.

### Piščal
Piščal (gajdunica, gajdanica, gajdenica, gajdica, zurle) je piščal, na kateri se igra melodija. Različne gajde imajo lahko stožčasto izvrtino (Bolgarija) ali valjasto izvrtino (Makedonija in druge regije). Priljubljen les je pušpan (šimšir), les drena, sliv ali drug sadni les. Posebnost gajdine gajd piščali (ki ga deli s številnimi drugimi vzhodnoevrdudami gajdami) je bolšja luknja (znana tudi kot mrmrač ali glasnik, marmorka), ki jo pokriva kazalec leve roke. Ta luknja je manjša od ostalih in je običajno sestavljena iz majhne cevi, ki je izdelana iz kovine ali piščančjega ali račjega perja. Odkrivanje te luknje dvigne vsako zaigrano noto za pol tona in se uporablja pri ustvarjanju glasbene ornamentike, ki daje balkanski glasbi edinstven značaj.
Nekatere vrste gajd imajo lahko dvojno piščal, kot so srbske triglasne gajde. Ima osem prstnih lukenj: zgornje štiri pokrijejo palec in prvi trije prsti leve roke, nato štirje prsti desne roke pokrijejo preostale štiri luknje.

### Bordun
Bordun (ručilo, ison, prdaljka, prdak, brčalo) je dolga cev, ki zagotavlja stalno harmonično noto in tako nima luknjic za prste. Na splošno je dolga, tridelna cev z veliko nižjo noto kot pri piščali.

## Tipi
Gajde na Balkanu vključujejo, vendar niso omejeni na:
- Kaba gaida – velika bolgarska gajda v Rodopih, ki ima šesterokoten in zaobljen bordun. Pogosto opisana kot globoko zveneča gaida
- Dzhura gaida – gajda, ki jo običajno najdemo v Bolgariji in ima raven stožčast bordun. V nasprotju s kaba gaido je to inštrument višjega tona
- Makedonska gaida – igra se v regiji Makedonije, gajda je strukturno med kabo in džura gaido in je opisana kot gaida srednjega tona